# Cerylon monticola
Cerylon monticola là một loài bọ cánh cứng trong họ Cerylonidae. Loài này được Heller miêu tả khoa học năm 1915.